# Mezopory
Mezopory – według IUPAC pory w ciele stałym o charakterystycznym wymiarze poprzecznym (średnica) w zakresie od 2 do 50 nm (czasami średnica określana jako 2-100 nm). Ich cechą wyróżniającą jest zjawisko kondensacji kapilarnej cząsteczek gazów (par), któremu często towarzyszy histereza kapilarna. Pory mniejsze niż mezopory to mikropory, a większe to makropory.
Mezopory bada się porozymetrią rtęciową, metodami adsorpcyjnymi (rozkłady porów metodą BJH) oraz rentgenowskimi.